# Trzęsienie ziemi na Morzu Egejskim (2020)
Trzęsienie ziemi na Morzu Egejskim – trzęsienie ziemi o  magnitudzie 7,0 w skali Richtera, które nastąpiło 30 października 2020 na Morzu Egejskim, nawiedziło około 14 km (8,7 mil) na północny wschód od wyspy Samos w Grecji, oraz w Turcji.

## Trzęsienie ziemi
Trzęsienie ziemi miało miejsce na Morzu Egejskim. Najbardziej dotkniętym obszarem było tureckie miasto Izmir, gdzie dziesiątki budynków zostało uszkodzonych, albo zawalonych, a ulice zalane na skutek tsunami. W trzęsieniu ziemi w Grecji zginęły 2 osoby, a 19 odniosło obrażenia. W Turcji zginęło 116 osób, a kolejnych 1036 zostało rannych.